# いずみ製菓
いずみ製菓株式会社（いずみせいか、IZUMI SEIKA Co,. Ltd.）は、愛知県安城市和泉町にある企業である。かつて菓子類と、手延べそうめんなどの麺類を製造して販売していたが、現在は製菓事業を停止し、他の事業を別の法人に移管して資産管理のみを行っている。
愛知県安城市和泉町の特産品として、古くから和泉そうめんがある。この付近で江戸時代に始まったとされる伝統製法「半生もどし」を用いた手延麺を製造して販売するとともに、安城生まれの文人である石川丈山の名をいただいた和食レストランチェーン「丈山の里 いずみ庵」を運営していた。本業は菓子類の製造販売会社であった。

## 歴史
スナック菓子は1973年（昭和48年）発売の「ムギムギ」や1988年（昭和63年）発売の「ポテトスナック」が知られたが、2013年（平成25年）6月に製菓業から撤退し、「ムギムギ」は2013年9月に高知県の南国製菓が商標と製造権を引き継ぎ、「ポテトスナック」は2016年に愛知県西尾市のかとう製菓が製造と発売を再開した。2013年8月に廃止した製麺事業はグループ会社の和泉そうめん丈山の里へ継承した。

### 年表
- 1949年（昭和24年） - 安城市高棚に高棚せんべい加工所として創業。
- 1958年（昭和33年） - 株式会社和泉せんべい本舗を設立。
- 1972年（昭和47年） - 社名をいずみ製菓株式会社に改称。
- 1974年（昭和49年） - 古式手延麺 「一丈そうめん」 、「一丈うどん」の販売開始。「株式会社和泉そうめん丈山の里」を設立。
- 1976年（昭和51年） - 手延めんお食事処「丈山の里いずみ庵」を設立。直営1号店「いずみ庵本店」を安城市和泉町にオープン。
- 2012年（平成24年） - 飲食事業を「有限会社いずみ庵本店」に分離継承。
- 2013年（平成25年）6月 - 製菓事業部を廃止[2]。
- 2013年（平成25年）8月 - 製麺事業部を廃止[7]。製麺事業を「株式会社和泉そうめん丈山の里」に分離継承。
- 2014年（平成26年） - 代表者変更。本社移転。